# Andrij Kowałenko (pływak)
Andrij Kowałenko, ukr. Андрій Коваленко, ros. Андрей Коваленко (ur. 19 lipca 1989) – ukraiński pływak, specjalizujący się głównie w stylu klasycznym.
Brązowy medalista mistrzostw Europy na krótkim basenie z Chartres (2012) na 200 m stylem klasycznym.